# Панасенко, Алексей Владиславович
Алексей Владиславович Панасенко (род. 13 января 1983, Старая Купавна, Московская область) — российский регбист, Мастер спорта России международного класса.

## Биография

### Клубная карьера
Регби начал заниматься в 1997 году. Первый тренер — А. А. Алексеенко. В команде «ВВА-Подмосковье» с 2001 года. Семикратный чемпион России по регби, четырёхкратный обладатель Кубка России по регби, чемпион России по регби-7, обладатель Кубка Европейских Чемпионов по регби-7.
7 мая 2021 года завершил карьеру

### Карьера в сборной
В составе сборной России по регби с 2004 года. Участник чемпионата Европы 2008 года в Ганновере (9-е место).
Чемпион Европы по регби-7.

## Достижения
- Чемпион России по регби (7 раз)
- Обладатель Кубка России (4 раза) — 2004, 2005, 2007, 2010
- Чемпион России по регби-7
- Обладатель Кубка Европейских Чемпионов по регби-7